# Кузнецов, Георгий Владимирович
Гео́ргий Влади́мирович Кузнецо́в (21 июля 1938, Ленинград — 14 марта 2005, Москва) — советский, затем российский журналист, теле- и радиоведущий. Доцент, заведующий кафедрой телевидения и радио факультета журналистики МГУ им. М. В. Ломоносова.

## Биография
Родился 21 июля 1938 года в Ленинграде. Мать — Нина Ивановна, геолог. Отец — Владимир Евгеньевич, инженер-связист.
В 1941 году отец ушёл на фронт, а семья, не успев выехать в эвакуацию, осталась в блокадном городе. В конце сороковых годов семья выезжает в Куйбышев (ныне Самара) на строительство ГЭС. Георгий окончил школу и начал работать в Жигулёвске. Первая рабочая должность — собкор областного радио на Куйбышевгидрострое. Одновременно сотрудничал со Всесоюзным радио и учился на заочном отделении журфака МГУ имени М. В. Ломоносова.
С 1958 года работал корреспондентом Куйбышевского радио, затем — местного телевидения.
В 1967 году по окончании поступил в аспирантуру факультета журналистики МГУ, стал вести различные телепередачи в Москве. Кузнецов вёл на Центральном телевидении программу «Эстафета новостей», был ведущим первого прямого репортажа с Останкинской башни с прямой трансляцией на Францию 7 мая 1967 года, программу «Пресс-центр» на четвёртом канале, входил в число авторов широко известной многосерийноной эпопеи «Наша биография».

Т/П «Киноправда». Регина Мосалова и Георгий Кузнецов в студии 31 канала (1998 г.)

С 1970-го по 1980 год, затем с 1982-го по 1983 год и с 1986-го по 2005 год преподавал на факультете журналистики Московского университета.
В 1971 году защитил диссертацию на соискание учёной степени кандидата филологических наук.
В 1983 году Г. В. Кузнецов параллельно преподаванию начал работать в Главной редакции пропаганды Центрального телевидения, стал ведущим популярной программы «Добрый вечер, Москва!». В феврале 1990 года по личному распоряжению первого секретаря Московского горкома партии Юрия Прокофьева Георгий Владимирович был отстранен от ведения прямого эфира за призыв к демонстрации демократических сил. С 1991 года Г. В. Кузнецов вел на Первом канале программу «Киноправда?!», а в 1995 — предвыборные дебаты.
В 1990 году стал доцентом, в 1991 году возглавил кафедру телевидения и радиовещания факультета журналистики МГУ им. М. В. Ломоносова. Среди его учеников ведущие тележурналисты России, Германии и США. Автор книг, посвящённых специфике работы телевизионного журналиста, техническим приёмам, используемым в телевизионном документальным кино.
Скоропостижно скончался на 67-м году жизни 14 марта 2005 года в Москве. Похоронен на Троекуровском кладбище столицы.

## Семья, личная жизнь
Первая жена — Майя Александровна Кузнецова (урождённая Тарасова), дочь Ирина. Впоследствии брак с Ириной Евгеньевной Петровской, дочь Маша.

## Телепередачи
- «Добрый вечер, Москва!»
- «Мой адрес — Советский Союз»
- «Наша биография»
- «Голубой огонёк»
- «Киноправда» — режиссёр Пётр Соседов

## Научно-преподавательская деятельность
Автор более 100 научных работ, в том числе научных и научно-популярных статей, публикаций и монографий.
В последних трудах Г. В. Кузнецов призывал к объединению традиций советского телевидения с современным: «Из прошлого опыта ветераны ТВ считают наиболее ценной атмосферу творчества, свойственную первым десятилетиям ТВ, в противовес нынешнему облегченному, „конвейерному“ производству программ; они мечтают о том времени, когда телевизионная речь — речь дикторов, ведущих, репортеров — снова станет эталоном русской речи для всего населения страны. Старые телефильмы также, по мнению ветеранов, могут служить образцами как по драматургии, операторской и режиссёрской работе, так и по гуманизму идей. Былые „Бенефисы“ намного выше нынешней телевизионной эстрады. Театральные телепостановки А. Эфроса и других режиссёров остаются недосягаемой классикой. Главный вывод: надо преодолеть противоестественный разрыв поколений работников ТВ, сочетая энергию молодых с опытом мастеров».
Кузнецов сетовал на снижение качества телевизионных программ, объясняя это необразованностью новых деятелей телевидения: «Евгений Киселёв считает, что еженедельную информационно-аналитическую программу придумал он. Он же не учился на журфаке и не знает, что в 1960-е годы была „Эстафета новостей“, а эта программа, в свою очередь, была подсмотрена за границей, и что еженедельное информационно-аналитическое обозрение так же естественно, как движение светил, потому что в конце недели человеку надо выдохнуть воздух, оглянуться и посмотреть, что было в течение недели. Точно так же для себя открывают „новые“ жанры на региональных студиях и говорят: „Вот мы такое придумали“. Типов передач не так уж много, и то, что мы их систематизируем, раскладываем по полочкам — это, по-моему, очень полезное дело. Так что осмысление практики очень важно и нужно, хотя бы для того, чтобы всякий новый приходящий на телевидение человек не изобретал велосипед».

### Учебники и книги
- «Методика советской телевизионной журналистики». — Москва: Издательство МГУ,1979.
- ТВ-журналист. — Москва: Издательство МГУ, 1980. — 251 с.[1].
- Журналист на экране. — М., 1985[1].
- «Телевизионная журналистика» (в соавторстве) — Издательство МГУ, издательство «Высшая школа» 1994—2004 (5 изданий)[1][11].
- Так работают журналисты ТВ. — М., 2000, 2004[1].
- «Семь профессиональных граней журналиста ТВ» — 2001 г.[12]
- «Радиожурналистика» (в соавторстве) — Издательство МГУ, 2000 г., 2002 г.[13]
- «Так работают журналисты ТВ» — Издательство МГУ, 2004 г.[14]

## Награды, премии, почётные звания
Лауреат премии журналистов России «За журналистское мастерство».

## Отзывы
«Георгий был замечательным журналистом, отстаивающим демократические ценности, очень честным, принципиальным, смелым. Я помню, как мы вместе проводили конкурс школьников, которые хотели поступить на наш факультет, и он живо интересовался тем, о чём думают ребята. Из того набора выросли очень толковые журналисты. Он вел прекрасные доперестроечные передачи о кино, и при этом был блестящим организатором учебного процесса, умел сочетать журналистский профессионализм с талантом педагога». Я.Н. Засурский, декан факультета журналистики МГУ.
«Все или почти все современные исследователи телевидения, советские и „постсоветские“ ученые прошли сквозь огонь, воду и медные трубы практической работы на телевидении. Одни уходили оттуда в науку по доброй воле, другие — по „доброй воле“ тогдашнего руководства. И лишь немногие сохраняли и приобретенный опыт создания телепередач своими руками, и поиск закономерностей развития самого молодого СМИ. В этих редких случаях сплав личного практического опыта и теоретических исследований рождал у такого человека удивительную способность растить новые поколения профессионалов, обучать и воспитывать: тележурналистов. Именно таким человеком с уникальной судьбой предстает кандидат филологических наук, доцент Георгий Владимирович Кузнецов». В. В. Егоров, медиакритик
У Георгия Владимировича было необыкновенное чутье на талантливых и порядочных людей! Бесконечно благодарен ему за поддержку! Виктор Елманов, автор документальных фильмов